# Jacek Antonowicz
Jacek Tadeusz Antonowicz (ur. 3 sierpnia 1933 we Lwowie) – polski hutnik i polityk, poseł na Sejm PRL IX kadencji.

## Życiorys
Syn Adama i Natalii. Uzyskał tytuł zawodowy inżyniera mechanika na Wydziale Mechaniczno-Technologicznym Politechniki Warszawskiej. W 1955 podjął pracę w Hucie Stalowa Wola, był w niej m.in. głównym spawalnikiem Kombinatu. W 1959 wstąpił do Polskiej Zjednoczonej Partii Robotniczej. Zasiadał w egzekutywie Komitetu Miejskiego i (w latach 1983–1986) Komitetu Wojewódzkiego. Był przewodniczącym Miejskiej Rady Narodowej w Stalowej Woli. Od 1985 do 1989 pełnił mandat posła na Sejm PRL IX kadencji w okręgu Tarnobrzeg.
W kadencji 2002–2006 był przewodniczącym rady miasta Stalowa Wola (z ramienia Sojuszu Lewicy Demokratycznej). Nie uzyskał ponownie mandatu radnego.
Odznaczony Krzyżem Kawalerskim Orderu Odrodzenia Polski. W lipcu 1984 został wyróżniony wpisem do „Księgi zasłużonych dla województwa tarnobrzeskiego”.